# CB Veraguas
Uniformes
Le CB Veraguas est un club panaméen de baseball évoluant en Ligue du Panama.
Basé à Santiago (Veraguas), le CB Veraguas évolue à domicile à l'Estadio Omar Torrijos Herrera, enceinte de 7 000 places inaugurée en février 2009. Le club compte un titre de champion national (1984).

## Palmarès
- Champion du Panama (1) : 1984[1].

## Histoire
Champion national en 1984, Veraguas échoue en série finale de l'édition 2008 face à Los Santos.